# Mesocallyntera
Mesocallyntera is een geslacht van vlinders van de familie bladrollers (Tortricidae), uit de onderfamilie Olethreutinae.

## Soorten
- M. dascia Bradley, 1962
- M. lathraea (Diakonoff, 1942)
- M. siderostola Diakonoff, 1959
- M. squamosa Diakonoff, 1959